# Kuznetsovite
La kuznetsovite è un minerale.